# Torrey Botanical Society
De Torrey Botanical Society (voorheen: Torrey Botanical Club) is een Amerikaanse botanische vereniging. Het doel is om de plantkunde te promoten en informatie te verzamelen en te verspreiden over de plantkunde in al haar facetten. 
De Torrey Botanical Society staat open voor iedereen die is geïnteresseerd in plantkunde. Mensen van binnen en buiten de Verenigde Staten kunnen lid worden. De vereniging organiseert voor haar leden bijeenkomsten in binnen- en buitenlucht en veldexcursies in New Jersey en New York. Daarnaast verzorgt de organisatie de publicatie van het wetenschappelijke tijdschrift Journal of the Torrey Botanical Society (tot 1998: Bulletin of the Torrey Botanical Club). 
De Torrey Botanical Society verzorgt lezingen die vrij toegankelijk zijn voor het publiek. In maart, april, oktober en november worden deze georganiseerd in de New York Botanical Garden. In mei en december worden deze georganiseerd in de Brooklyn Botanic Garden. 
De Torrey Botanical Scoiety is aangesloten bij het American Institute of Biological Sciences, een wetenschappelijke associatie die zich richt op het bevorderen van biologisch onderzoek en onderwijs in de Verenigde Staten.  

## Geschiedenis
De organisatie begon in jaren 1860 met informele bijeenkomsten onder leiding van botanicus John Torrey. De eerste leden waren amateurbotanici, studenten en collega's van Torrey, die waren geïnteresseerd in het verzamelen en het determineren van planten. Op de bijeenkomsten bediscussieerden de leden elkaars bevindingen. De organisatie kreeg voor het eerst een naam in 1870 met het verschijnen van haar eerste publicatie, Bulletin of the Torrey Botanical Club. In 1871 werd de naam Torrey Botanical Club officieel vastgelegd. 
Sinds 2007 is Brian Boom voorzitter van de organisatie. 